# Parametriocnemus boreoalpina
Parametriocnemus boreoalpina är en tvåvingeart som beskrevs av Gouin och August Friedrich Thienemann 1942. Parametriocnemus boreoalpina ingår i släktet Parametriocnemus och familjen fjädermyggor. Inga underarter finns listade i Catalogue of Life.